# 柯伟林
柯伟林 （英語：William C. Kirby，1950年—）是一位美国汉学家，哈佛大学费正清中国研究中心前所长，哈佛中国基金主席。他专攻1949年后中华人民共和国外交关系，中国商会史以及20世纪全球史。

## 生平
出身在美国，本科毕业于达特茅斯学院，硕士和博士毕业于哈佛大学。曾经担任哈佛大学文理学院院长。四年任期结束后于2006年1月27日辞任院长一职。作为一位现代中国史研究专家，他主要关心在全球框架下的中国经济和政治发展。他已经出版多本著作，涉及中国和欧洲外交关系，现代中国资本主义史，中国自由权益史，1950年代国际社会主义经济以及海峡两岸关系等。

## 著作
- 《德国与中华民国》，江苏人民出版社，2006年，ISBN 9787214044563
- 《中国与世界的互动: 国际化，内化与外化》，河南人民出版社，2007年，ISBN 9787215056763
- 《強國不強？》，遠見天下文化出版股份有限公司，2016年，ISBN 9789864790210